# Codi de correcció d'errors de cinc qubits

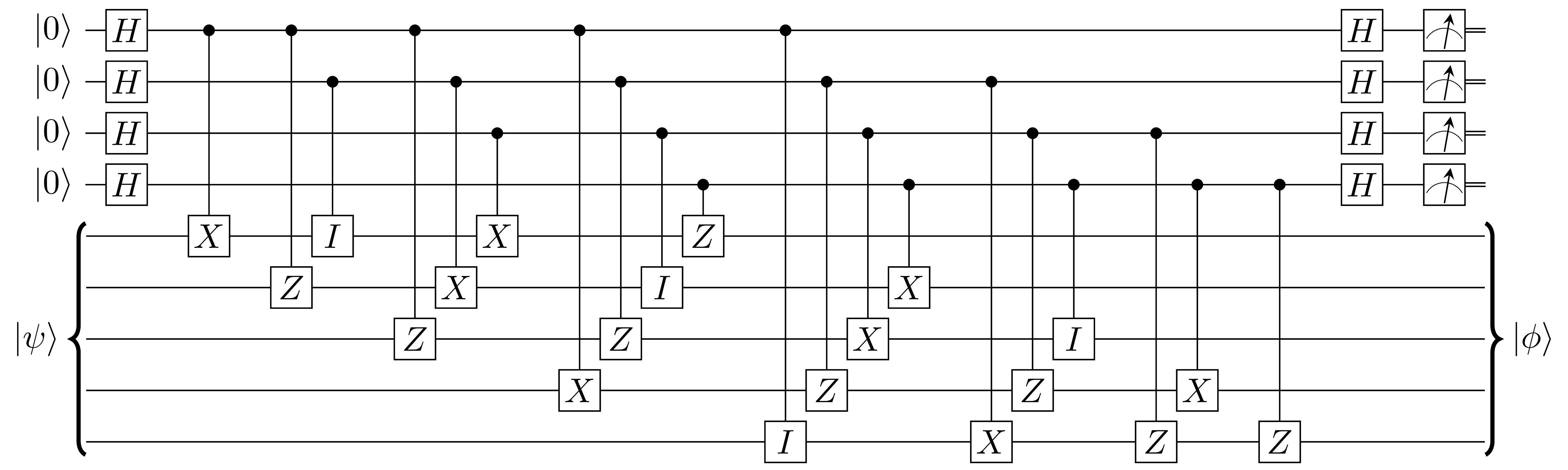
Circuit quàntic que mesura estabilitzadors en el codi de correcció d'errors de cinc qubits

El codi de correcció d'errors de cinc qubits és el codi de correcció d'errors quàntics més petit que pot protegir un qubit lògic de qualsevol error de qubit arbitrari. En aquest codi, s'utilitzen 5 qubits físics per codificar el qubit lògic. Amb {\displaystyle X} i {\displaystyle Z} sent matrius de Pauli i {\displaystyle I} la matriu d'identitat, els generadors d'aquest codi són {\displaystyle \langle XZZXI,IXZZX,XIXZZ,ZXIXZ\rangle }. Els seus operadors lògics són {\displaystyle {\bar {X}}=XXXXX} i {\displaystyle {\bar {Z}}=ZZZZZ}. Un cop codificat el qubit lògic, es poden detectar errors en els qubits físics mitjançant mesures de l'estabilitzador. Una taula de cerca que mapeja els resultats de les mesures de l'estabilitzador amb els tipus i ubicacions dels errors proporciona al sistema de control de l'ordinador quàntic informació suficient per corregir els errors.

## Mesures

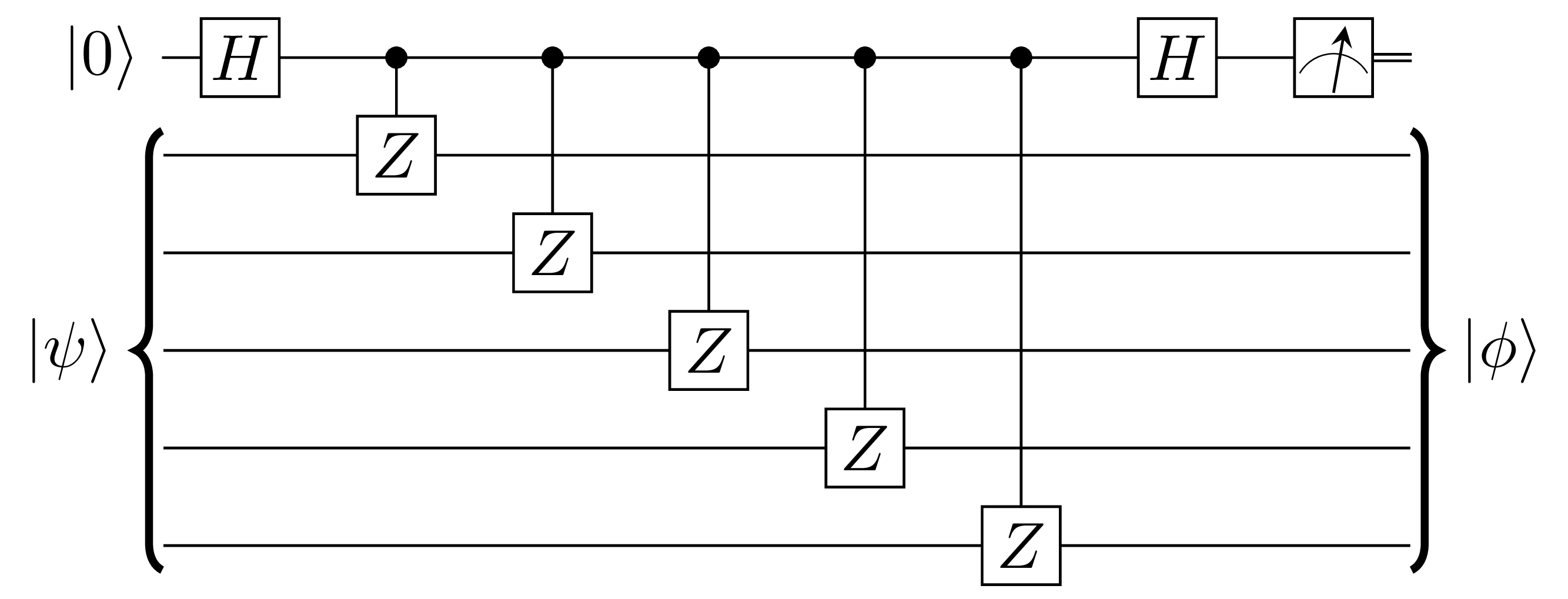
Circuit de mesura de paritat

Les mesures d'estabilitzadors són mesures de paritat que mesuren els estabilitzadors dels qubits físics. Per exemple, per mesurar el primer estabilitzador ( {\displaystyle XZZXI} ), una mesura de paritat de {\displaystyle X} del primer qubit, {\displaystyle Z} al segon, {\displaystyle Z} al tercer, {\displaystyle X} al quart, i {\displaystyle I} a la cinquena es realitza. Com que hi ha quatre estabilitzadors, s'utilitzaran 4 ancillas per mesurar-los. Els primers 4 qubits de la imatge superior són les ancillas. Els bits resultants de les ancillas és la síndrome; que codifica el tipus d'error que s'ha produït i la seva ubicació.
Les mesures d'estabilitzadors són mesures de paritat que mesuren els estabilitzadors dels qubits físics. Per exemple, per mesurar el primer estabilitzador ( {\displaystyle XZZXI} ), una mesura de paritat de {\displaystyle X} del primer qubit, {\displaystyle Z} al segon, {\displaystyle Z} al tercer, {\displaystyle X} al quart, i {\displaystyle I} a la cinquena es realitza. Com que hi ha quatre estabilitzadors, s'utilitzaran 4 ancillas per mesurar-los. Els primers 4 qubits de la imatge superior són les ancillas. Els bits resultants de les ancillas és la síndrome; que codifica el tipus d'error que s'ha produït i la seva ubicació.
Un qubit lògic es pot mesurar en la base computacional realitzant una mesura de paritat {\displaystyle {\bar {Z}}}. Si l'ancilla mesurada és {\displaystyle 0}, el qubit lògic és {\displaystyle |0_{\rm {L}}\rangle }. Si l'ancilla mesurada és {\displaystyle 1}, el qubit lògic és {\displaystyle |1_{\rm {L}}\rangle }.

## Correcció d'errors
És possible calcular tots els errors de qubit individuals que es poden produir i com corregir-los. Això es fa calculant quins errors commuten amb els estabilitzadors. Per exemple, si hi ha un {\displaystyle X} error al primer qubit i cap error als altres ({\displaystyle X_{1}=XIIII}), es desplaça amb el primer estabilitzador {\displaystyle [XIIII,XZZXI]=0}. Això vol dir que si es produeix un error X al primer qubit, el primer qubit auxiliar serà 0. El segon ancilla qubit: {\displaystyle [XIIII,IXZZX]=0}, la tercera: {\displaystyle [XIIII,XIXZZ]=0} i el quart {\displaystyle [XIIII,ZXIXZ]\neq 0}. Així, si es produeix un error X al primer qubit, la síndrome serà {\displaystyle 0001} ; que es mostra a la taula següent, a la dreta de {\displaystyle X_{1}}. Es realitzen càlculs similars per a tots els altres errors possibles per omplir la taula.
| {\displaystyle X_{1}} | 0001 | {\displaystyle Z_{1}} | 1010 | {\displaystyle Y_{1}} | 1011 |
| {\displaystyle X_{2}} | 1000 | {\displaystyle Z_{2}} | 0101 | {\displaystyle Y_{2}} | 1101 |
| {\displaystyle X_{3}} | 1100 | {\displaystyle Z_{3}} | 0010 | {\displaystyle Y_{3}} | 1110 |
| {\displaystyle X_{4}} | 0110 | {\displaystyle Z_{4}} | 1001 | {\displaystyle Y_{4}} | 1111 |
| {\displaystyle X_{5}} | 0011 | {\displaystyle Z_{5}} | 0100 | {\displaystyle Y_{5}} | 0111 |

Per corregir un error, es realitza la mateixa operació sobre el qubit físic en funció de la seva síndrome. Si la síndrome és {\displaystyle 0001}, un {\displaystyle X} s'aplica al primer qubit per revertir l'error.

## Codificació
El primer pas per executar el càlcul quàntic corregit per errors és codificar l'estat inicial de l'ordinador transformant els qubits físics en paraules de codi lògiques. Les paraules de codi lògiques per al codi de cinc qubits són
{\displaystyle {\begin{aligned}|0_{\rm {L}}\rangle ={\frac {1}{4}}[&|00000\rangle +|10010\rangle +|01001\rangle +|10100\rangle +|01010\rangle -|11011\rangle -|00110\rangle -|11000\rangle \\-&|11101\rangle -|00011\rangle -|11110\rangle -|01111\rangle -|10001\rangle -|01100\rangle -|10111\rangle +|00101\rangle ],\end{aligned}}}
{\displaystyle {\begin{aligned}|1_{\rm {L}}\rangle ={\frac {1}{4}}[&|11111\rangle +|01101\rangle +|10110\rangle +|01011\rangle +|10101\rangle -|00100\rangle -|11001\rangle -|00111\rangle \\-&|00010\rangle -|11100\rangle -|00001\rangle -|10000\rangle -|01110\rangle -|10011\rangle -|01000\rangle +|11010\rangle ].\end{aligned}}}
Mesures de l'estabilitzador seguides d'a {\displaystyle {\bar {Z}}} La mesura es pot utilitzar per codificar un qubit lògic en 5 qubits físics. Per preparar {\displaystyle |0_{\rm {L}}\rangle }, realitzeu mesures de l'estabilitzador i apliqueu la correcció d'errors. Després de la correcció d'errors, es garanteix que l'estat lògic és una paraula de codi lògica. Si el resultat de la mesura {\displaystyle {\bar {Z}}} és {\displaystyle 0}, l'estat lògic és {\displaystyle |0_{\rm {L}}\rangle }. Si el resultat és {\displaystyle 1}, l'estat lògic és {\displaystyle |1_{\rm {L}}\rangle } i aplicant {\displaystyle {\bar {X}}} el transformarà en {\displaystyle |0_{\rm {L}}\rangle }.